# Demidov (ville)
Pour les articles homonymes, voir Demidov.
Demidov (en russe : Демидов) est une ville de l'oblast de Smolensk, en Russie, et le centre administratif du raïon de Demidov. Sa population s'élève à 6 726 habitants en 2014.

## Géographie
Demidov est arrosée par la rivière Kasplia et se trouve à son point de confluence avec la Gobza, à 63 km au nord-est de Smolensk et à 389 km à l'ouest de Moscou.

## Histoire
Demidov est créé en 1499 sous le nom de Poretchie (en russe : Поре́чье). Elle reçoit le statut de ville en 1776. Elle est renommée Demidov en 1918, en hommage à un cadre bolchévik local, Iakov Demidov (1889–1918).
Pendant la Seconde Guerre mondiale, Demidov est occupée par l'Allemagne nazie le 13 juillet 1941 et libérée le 22 septembre 1943 par les troupes du front de Kalinine de l'Armée rouge.

## Population
Recensements (*) ou estimations de la population
| 1856  | 1897* | 1926* | 1959* | 1970* | 1979* |
| ----- | ----- | ----- | ----- | ----- | ----- |
| 3 800 | 5 688 | 6 357 | 6 901 | 8 549 | 9 667 |

| 1989*  | 2002* | 2010* | 2012  | 2013  | 2014  |
| ------ | ----- | ----- | ----- | ----- | ----- |
| 10 198 | 8 786 | 7 333 | 7 217 | 6 868 | 6 726 |